# Austroparmeliella
Austroparmeliella is een geslacht van korstmossen behorend tot de familie Pannariaceae. 

## Soorten
Volgens Index Fungorum bevat het geslacht vijf soorten (peildatum december 2021):
| Soortnaam                       | Auteur(s)                               | Publicatiejaar |
| ------------------------------- | --------------------------------------- | -------------- |
| Austroparmeliella chilensis     | (Hue) P.M. Jørg.                        | 2014           |
| Austroparmeliella elongata      | (Henssen) P.M. Jørg.                    | 2014           |
| Austroparmeliella lacerata      | (P.M. Jørg.) P.M. Jørg.                 | 2014           |
| Austroparmeliella rakiurae      | (P.M. Jørg. & D.J. Galloway) P.M. Jørg. | 2014           |
| Austroparmeliella rosettiformis | (Henssen) P.M. Jørg.                    | 2014           |